# Біла Рада
Біла Рада, або Рада Мудрих, — колективна нарада трьох істарі та владик елдарів, що виникла у Третю Епоху для боротьби з Сауроном. До її складу входили Курумо (Саруман), Мітрандір (Гендальф), Радагаст, Елронд, Кірден Корабельник, Галадріель, Келеборн та вождь Слідопитів Півночі Арагел (чи були членами Ради його наступники невідомо). Перше зібрання Білої Ради відбулось у 2463 році, за наполяганням Галадріелі, щоб протидіяти Некроманту з Дол-Гулдура (про те що це був Саурон тоді тільки здогадувались). Головою ради був обраний Саруман Білий, хоч Галадріель хотіла щоб Раду очолив Гендальф, і Саруман не пробачив їй цього, бо в ньому зростали гордість і прагнення панувати; проте Мітрандір відмовився від головування, бо не хотів мати жодних зобов'язань і не бажав додержувати вірність іще комусь, окрім тих, хто послав його, як не хотів надовго затримуватися в одному місці та зголошуватися на будь-які заклики. А Саруман уже почав осягати знання про Перстені Влади, їх створення й історію.
У 2857 році Біла Рада зібралася знову після другого походу Гендальфа до Дол-Гулдура і виявлення ним, що Некромант Морок-Лісу є ніхто інший як Саурон. Гендальф наполягав на якнайшвидшому військовому поході, але Саруман відповів, що в тому немає потреби, позаяк Єдиний Перстень втрачено і води Андуїну віднесли його до Великого Моря.
Саруман розпочав пошуки Перстеня в Ірисній Низовині, однак невдовзі побачив, що слуги Саурона ретельно обшукують всі стежки  до місця загибелі Ісілдура.Тоді він відійшов до Ізенгарда і ретельно укріпив його.
Бажаючи безперешкодно дістатись до Ірисної Низовини він, врешті, прийняв пропозицію Гендальфа щодо військового походу і в 2941 р. Біла Рада виступила проти Саурона і витіснила його з замку, однак той передбачив такий розвиток подій і відійшов у Мордор. Саруман отримав можливість розпочати пошуки Перстеня у Ірисній Низовині, не боячись протистояння з Сауроном та його слугами. У 2953 році Біла Рада збиралась востаннє, на ній обговорювалось про загрозу Єдиного Персня, але Саруман продовжував наполягати на тому що Перстень утрачено назавжди, а знайдений гобітом Більбо, мовляв є одним з пробних перстенів, на яких ельфи Ерегіону випробували свою майстерність. Відтоді Курунір повернувся в Ізенгард, не радячись вже ні з ким, окрім себе.